# Solea solea
O linguado comum (Solea solea) é um peixe plano que pode ser encontrado nos mares de águas temperadas, ou em água doce. Pertence à família de soleidos, ordem Pleuronectiformes.

## Características
Costuma atingir os sessenta centímetros de comprimento e uns três quilos de peso.
O formato do seu corpo é ovoide e alisado por ambos lados.
Se encosta nos leitos sobre seu lado esquerdo.
Durante a sua fase inicial de desenvolvimento, o seu olho esquerdo começa a migrar para seu lado direito.
Todo o seu corpo está protegido por pequeníssimas escamas ctenoides, e é de cor castanho verde, ainda que podem alterar a sua cor para mimetizarse com o leito onde se encontra a fim de caçar melhor.
O lado esquerdo, que se encontra em contacto com o fundo, é de cor branca.
Sua boca dispõe-se em forma oblíqua, com lábios protráctiles, e está provista de agudos dentes que concentram num só das bordas de ambos maxilares.
Caçador por excelência, alimenta-se de pequenos peixes, crustáceos e invertebrados do fundo. Reproduz-se durante a primavera. A fêmea deposita milhares de ovas no leito e o macho os fecunda. A fêmea pode pôr entre duas e três milhões de ovas ao ano.
Uma vez fecundado, o ovo flutua na superfície, mas à medida que vão-se desenvolvendo os indivíduos, afunda-se. As crias nascem aos quinze dias, momento em que se rompe o ovo e as larvas voltam a flutuar livremente na superfície da água por outras quatro a seis semanas. É neste momento em que seu olho esquerdo começa a se deslocar.

## Criação
Adapta-se muito bem a aquicultura, sendo muito explorado desde a década de 80.